# Ptychobela
Ptychobela é um gênero de gastrópodes pertencente a família Pseudomelatomidae.

## Espécies
- Ptychobela baynhami (Smith E. A., 1891)[2]
- Ptychobela dancei Kilburn & Dekker, 2008[3]
- Ptychobela griffithii (Gray, 1834)[4]
- Ptychobela lanceolata (Reeve, 1845)
- Ptychobela lavinia (Dall, 1919)[5]
- Ptychobela minimarus (Kosuge, 1993)
- Ptychobela nodulosa (Gmelin, 1791)
- Ptychobela opisthochetos Kilburn, 1989[6]
- Ptychobela resticula Li B. Q., Kilburn & Li X. Z., 2010
- Ptychobela salebra Li & Li, 2007[7]
- Ptychobela schoedei Thiele, 1925
- Ptychobela sumatrensis (Petit de la Saussaye, 1852)[8]
- Ptychobela superba Thiele, 1925
- Ptychobela suturalis (Gray, 1838)[9]
- Ptychobela vexillium (Habe & Kosuge, 1966)
- Ptychobela zebra Chang, C.K. & W.L. Wu, 2000

Espécies trazidas para a sinonímia
- Ptychobela crenularis (Lamarck, 1816): sinônimo de Ptychobela nodulosa (Gmelin, 1791)
- Ptychobela flavidula (Lamarck, 1822): sinônimo de Clathrodrillia flavidula (Lamarck, 1822)
- Ptychobela kawamurai (Habe, T. & S. Kosuge, 1966): sinônimo de Cheungbeia kawamurai (Habe, T. & S. Kosuge, 1966)
- Ptychobela pseudoprincipalis Yokoyama, 1920: sinônimo de Inquisitor pseudoprincipalis (Yokoyama, 1920)
- Ptychobela subochracea Springsteen & Leobrera 1986: sinônimo de Aguilaria subochracea (Smith, 1877)
- Ptychobela takeokaensis (Otuka, 1949): sinônimo de Crassispira takeokensis (Otuka, 1949)